# Кайбате
Кайбате (порт. Caibaté)  —  муниципалитет в Бразилии, входит в штат Риу-Гранди-ду-Сул. Составная часть мезорегиона Северо-запад штата Риу-Гранди-ду-Сул. Входит в экономико-статистический  микрорегион Серру-Ларгу. Население составляет 5080 человек на 2007 год. Занимает площадь 258,940 км². Плотность населения — 19,0 чел./км².
Праздник города — 15 мая.

## История
Город основан 17 сентября 1965 года. 

## Статистика
- Валовой внутренний продукт на 2003 составляет 57.255.932,00 реалов (данные: Бразильский институт географии и статистики).
- Валовой внутренний продукт на душу населения на 2003 составляет 11.335,56 реалов (данные: Бразильский институт географии и статистики).
- Индекс развития человеческого потенциала на 2000 составляет 0,784 (данные: Программа развития ООН).

## География
Климат местности: субтропический гумидный.